# Natalia Snytina
Natalia Snytina (en russe : Наталья Анатольевна Снытина, Natalia Anatolievna Snytina), née le 16 août 1971 à Zlatooust, est une biathlète russe. 

## Biographie
Aux Jeux olympiques d'hiver de 1994 à Lillehammer, elle est sacrée championne olympique en relais. Pour sa seule saison au niveau international, elle obtient aussi un podium à Pokljuka dans la Coupe du monde.
Elle est dans les années 1990 mariée au biathlète russe Valeri Medvedtsev. 

## Palmarès

### Jeux olympiques d'hiver
| Épreuve / Édition   | Individuel | Sprint | Relais |
| ------------------- | ---------- | ------ | ------ |
| JO 1994 Lillehammer | 22e        | -      | Or     |

Légende :
- — : pas de participation à l'épreuve.

### Coupe du monde
- Meilleur classement général : 22e en 1994.
- 1 podium individuel : 1 deuxième place.